# Paulus Potter

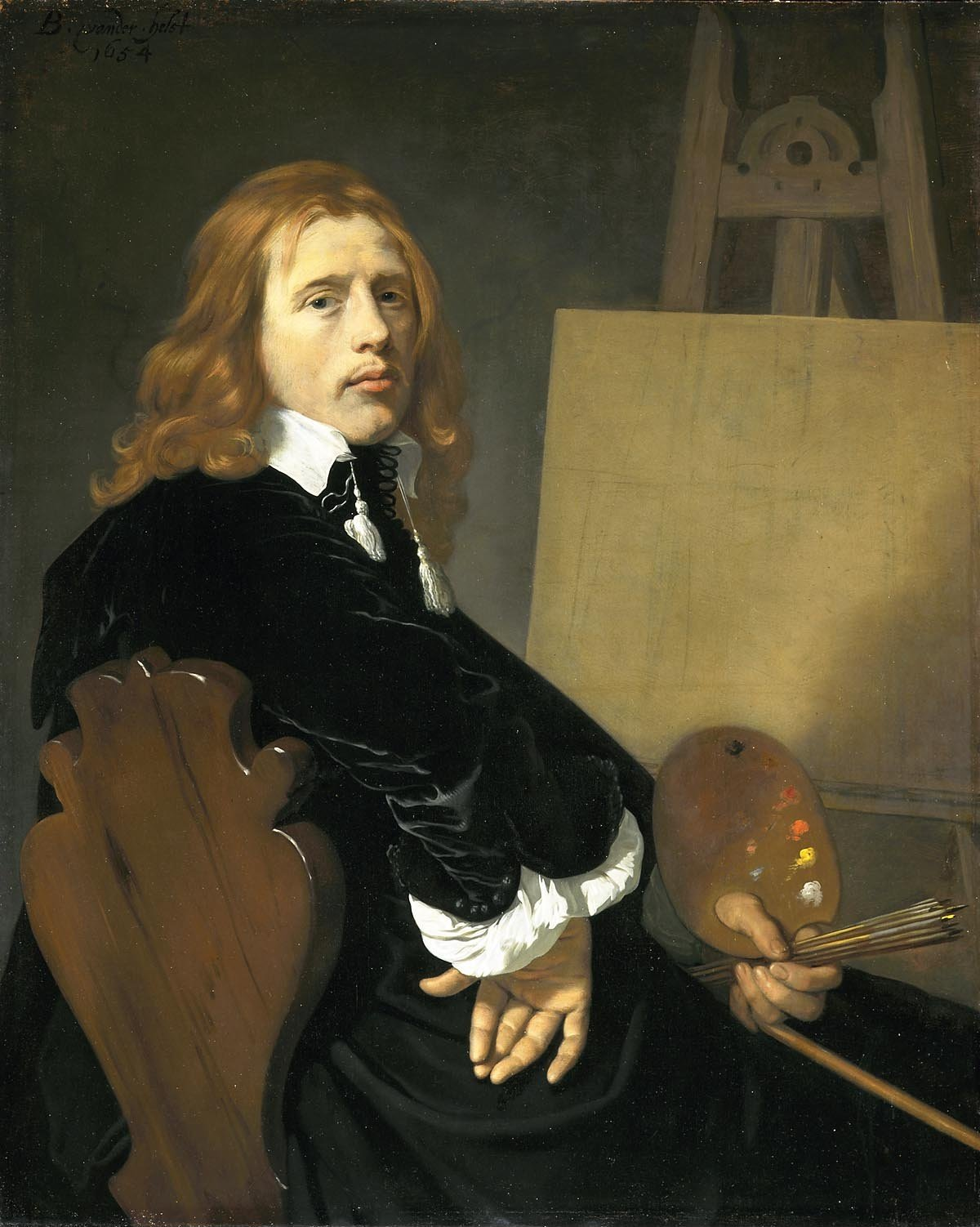
Paulus Potter, ritratto da Bartholomeus van der Helst

Paulus Potter (Enkhuizen, 1625 – Amsterdam, 1654) è stato un pittore olandese, specializzato in animali e paesaggi.

## Biografia
Paulus Potter fu battezzato il 20 novembre 1625 a Enkhuizen nella Repubblica delle Sette Province Unite.
Studiò pittura con suo padre Pieter Potter a Enkhuizen. A L'Aia incontrò sua moglie e conobbe l'elite olandese.  In seguito si trasferì ad Amsterdam.  Qui Potter fu invitato dal famoso medico Nicolaes Tulp, a cui fece il ritratto al figlio Dirck Tulp.
Nel 1646 divenne membro della gilda dei pittori.
La sua vita artistica anche se breve fu molto intensa, Potter dipinse infatti oltre 130 quadri.
Morì nel 1654, all'età di 28 anni di tubercolosi. Fu sepolto il 17 gennaio 1654, ad Amsterdam.

## Il giovane toro

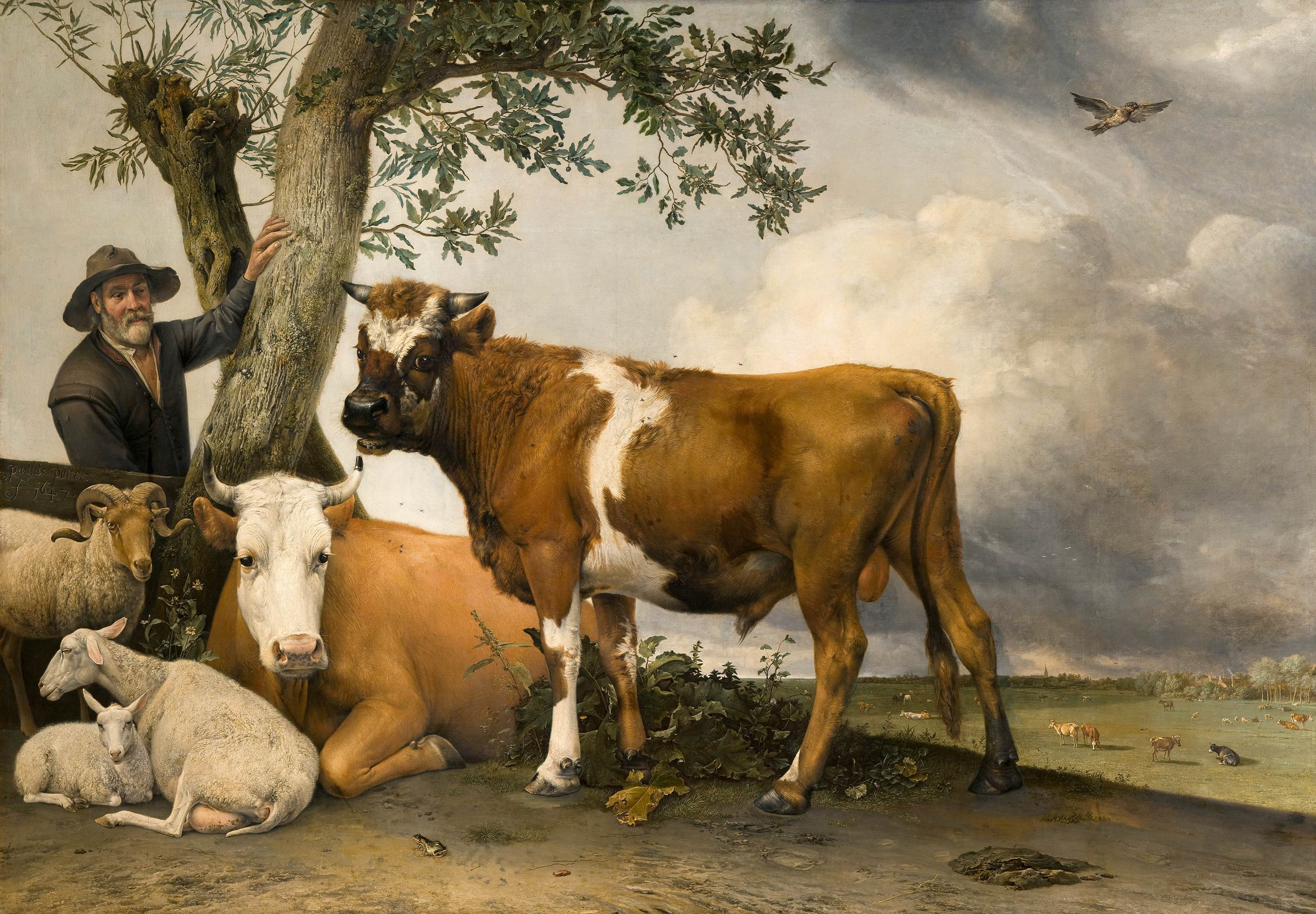
Il giovane toro (ca. 1647)

Il giovane toro è uno dei dipinti più famosi di Potter  (circa 1647), conservato al Mauritshuis a L'Aia. È stato un dipinto molto apprezzato durante il Romanticismo.

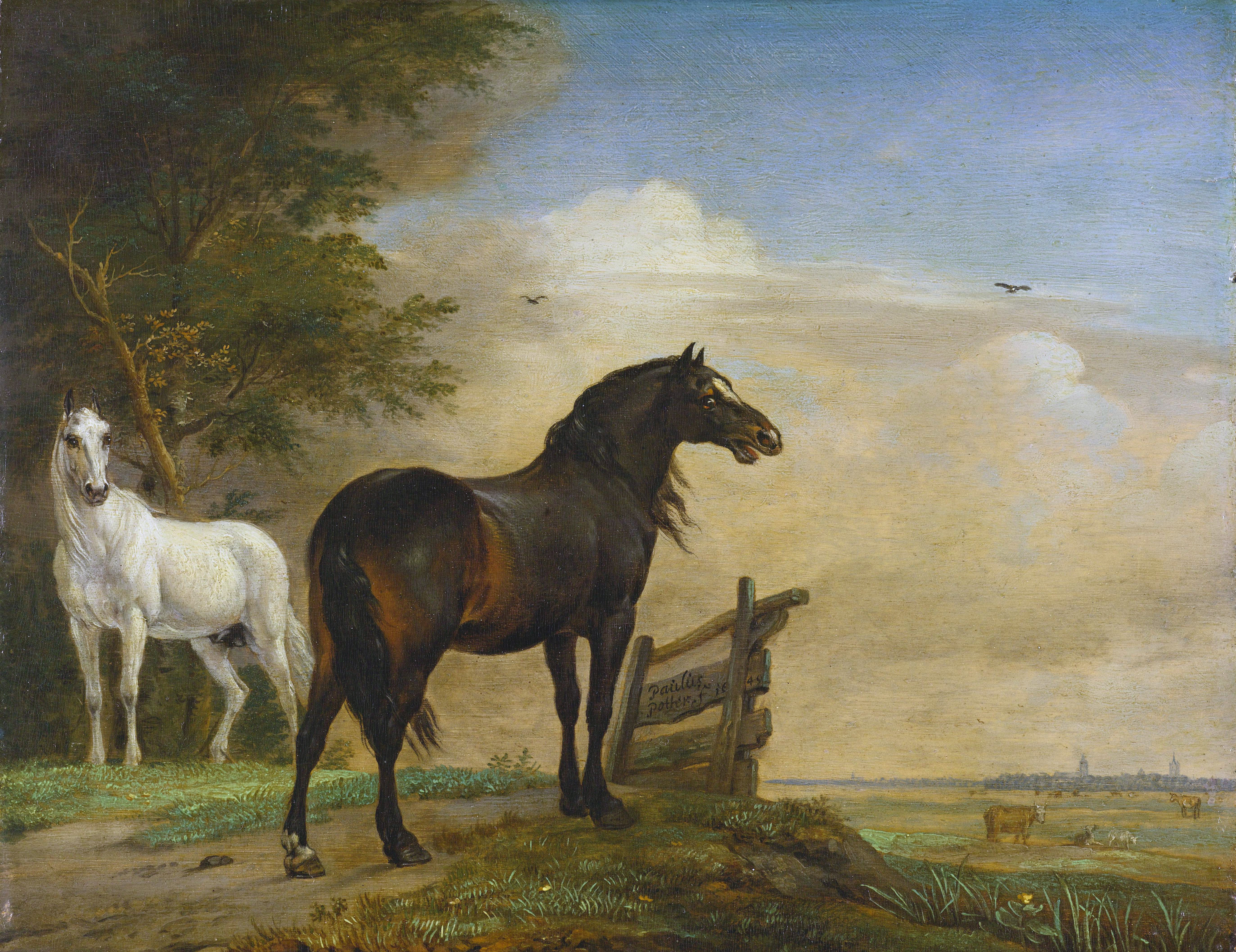
Cavalli al pascolo

## Opere
Le opere di Paulus Potter si trovano in numerosi musei tra cui:
- Rijksmuseum (Amsterdam)
- Mauritshuis a L'Aia
- Museo dell'Ermitage a San Pietroburgo
- National Gallery a Londra
- J. Paul Getty Museum a Los Angeles